# Suture ethmoïdo-lacrymale
La suture ethmoïdo-lacrymale (ou suture ethmoïdo-unguéale) est la suture crânienne qui relie la lame orbitaire de l'os ethmoïde au bord postérieur de l'os lacrymal.